# Бермерсгайм
Бермерсгайм (нім. Bermersheim) — громада в Німеччині, розташована в землі Рейнланд-Пфальц. Входить до складу району Альцай-Вормс. Складова частина об'єднання громад Воннегау.
Площа — 2,32 км2. Населення становить 337 ос. (станом на 31 грудня 2020).